# The Golden Palominos (album)
The Golden Palominos est le premier album du groupe du même nom, un groupe dirigé par Anton Fier et dont la composition a varié au cours du temps. C'est le seul album du groupe sur lequel a joué John Zorn.

## Titres
| A1.   | Clean Plate    | 6:32 |
| A2.   | Hot Seat       | 5:13 |
| A3.   | Under The Cap  | 5:32 |
| A4.   | Monday Night   | 6:29 |
| B1.   | Cookout        | 4:38 |
| B2.   | I.D.           | 6:45 |
| B3.   | Two Sided Fist | 7:42 |
| 42:51 |                |      |

## Personnel
- Michael Beinhorn – batterie, Oberheim DMX ("Hot Seat"), piano ("Cookout")
- Anton Fier – batterie, Oberheim DMX, percussion
- Fred Frith – guitare, violon
- Bill Laswell – basse
- Thi-Linh Le – vocals ("Monday Night")
- Arto Lindsay – vocal, guitare
- Mark E. Miller – vocal ("Hot Seat"), platines ("Hot Seat" etd "Monday Night")
- David Moss – percussion ("Clean Plate", "Under the Cap" et "Two Sided Fist")
- Nicky Skopelitis – guitare ("Monday Night" et "I.D.")
- Jamaaladeen Tacuma – basse ("Clean Plate" et "Two Sided Fist")
- Roger Trilling – bande senregistrées ("Cookout")
- John Zorn – saxophone alto, clarinette, appeaux